# Denise Cerneau
Denise Cerneau, née le 3 décembre 1905 à Pontigny (Yonne) et morte le 27 juin 1993 à Badecon-le-Pin (Indre), fut une pionnière de la Résistance française en zone occupée et en zone interdite.

## Biographie

### Militantisme
Denise Cerneau est la compagne de Pierre de Froment. Elle est son premier agent. Ayant effectué un court stage de formation auprès du capitaine d'Autrevaux, correspondant à Paris du commandant Léon Simoneau du 2e bureau de l'état-major de l'armée, elle assure l'intérim de la direction du réseau pendant les tournées de Froment dans les départements du Nord et de l'Est. Elle-même effectue seule plusieurs tournées. Elle joue un rôle-clef dans la publication des premiers numéros de l'édition de zone Nord du journal Les Petites Ailes de France. Le poste radio du sous-réseau Ferdinand est caché chez elle. Les messages sont chiffrés et déchiffrés par ses soins. Chargée des rapports du réseau avec les services spéciaux de Vichy, avec le groupe de Robert Guédon et d'autres mouvements clandestins, tel celui d'Alfred Heurtaux, elle est de fait l'adjoint de Pierre de Froment. Son fils Gilbert, 16 ans en 1940, milite à ses côtés.

### Arrestation et déportation
Arrêtée par l'Abwehr le 14 février 1943, Denise Cerneau est internée au fort de Romainville en compagnie de Pierre de Froment, Edmond Hadengue, Louis Jorimann et d'autres membres de l'équipe. Le 21 octobre 1943, elle est déportée à Aix-la-Chapelle. Le 31 du même mois, elle est mise au camp de Ravensbruck. Le 7 mars 1945, elle est transportée au camp de Mauthausen où elle retrouve Jane Sivadon, Odile Kienlen, Anne-Marie Boumier, Anne Noury et Pierre de Froment. Le 22 avril 1945, elle est remise à la Croix-Rouge suisse.

## Distinctions
- Officier au titre des Forces Françaises Combattantes
- Officier de la Légion d'honneur[Quand ?]
- Croix de guerre 1939–1945 avec palmes
- Médaille de la Résistance française avec rosette (décret du 3 août 1946)[2]